# خارج (إحصاء)
في الاحصاء، الخارج (بالإنجليزية: Outlier)‏ هو عنصر أو قيمة شاذة وخارجة عن النسق المميز لمجموعة أو تركيبة معينة.
ففي عموم الدراسات في الإحصاء الرياضيون أنجزوا خوارزميات قادرة على التخفيف من تأثير الخوارج، أو إلغائها، أو حتى حذفها، مستخدمين طرق الإحصاء المتين (بالإنجليزية: Rubust Statistics)‏.لكن في بعض الأحيان يكون وجودها مفيدا لمعرفة سلوك تركيبة أو منظومة.